# Geertrui van Geldermalsen
Geertrui 'Truus' van Geldermalsen (Rotterdam, 1 mei 1887 – Rotterdam, 2 juli 1968) was een Rotterdamse glazenierster en glasbrandster.
Truus van Geldermalsen volgde een opleiding aan de Academie van Beeldende kunsten en wetenschappen in Rotterdam en de TH in Delft. Ze was onder meer lid van de Delftse studentengroep 'Kwing Kwang Kwepele'.
Truus van Geldermalsen had een eigen atelier (Atelier G. van Geldermalsen) en dat was actief vanaf 1921 en is in 1971 opgeheven. Het atelier maakte voornamelijk glas in loodwerken al of niet met brandschilderingen. De werken werden gemaakt naar eigen ontwerp (Hendrik van Kesteren/Truus van Geldermalsen) of naar ontwerp van andere kunstenaars of architecten.
Werken werden uitgevoerd voor onder anderen: Jaap Gidding, Cor Alons, Marius Richters, Ruscha Wijdeveld, Karla Wenckebach, Albert Troost, Ad van der Steur, Willem Kromhout.
Opdrachtgevers waren onder meer kerken, gemeenten, architecten, particulieren, bedrijven en scholen. Er zijn anno 2016 nog veel werken gemaakt door dit atelier zichtbaar in en in de omgeving van Rotterdam, te weten het Erasmiaans Gymnasium, Hotel New York, Hoflaankerk, Grote Kerk Schiedam.
De onderstaande werken zijn allemaal gemaakt bij Atelier van Geldermalsen.

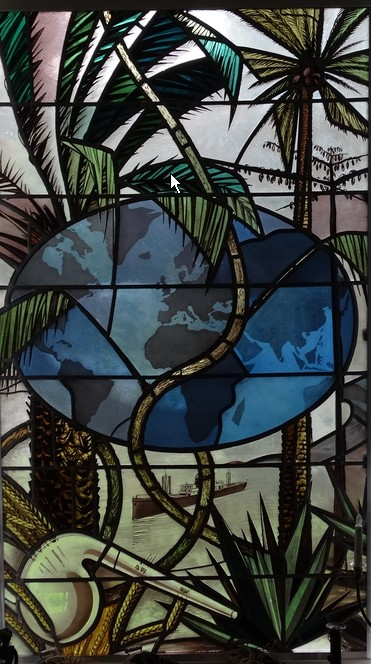
Glas in lood G. Ligtermoet & Zoon Rotterdam ontwerp Hendrik van Kesteren (1940?)
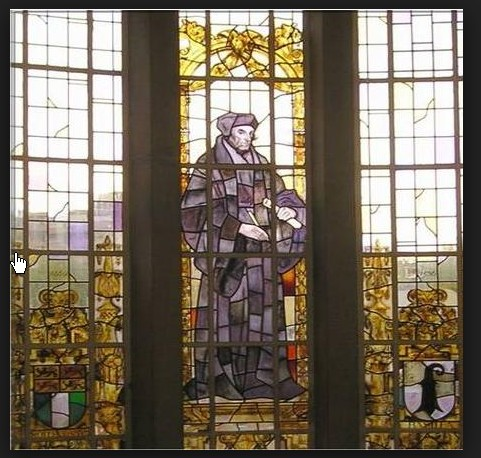
Drieluik Glas in lood Erasmiaans Gymnasium ontwerp Jaap Gidding 1936
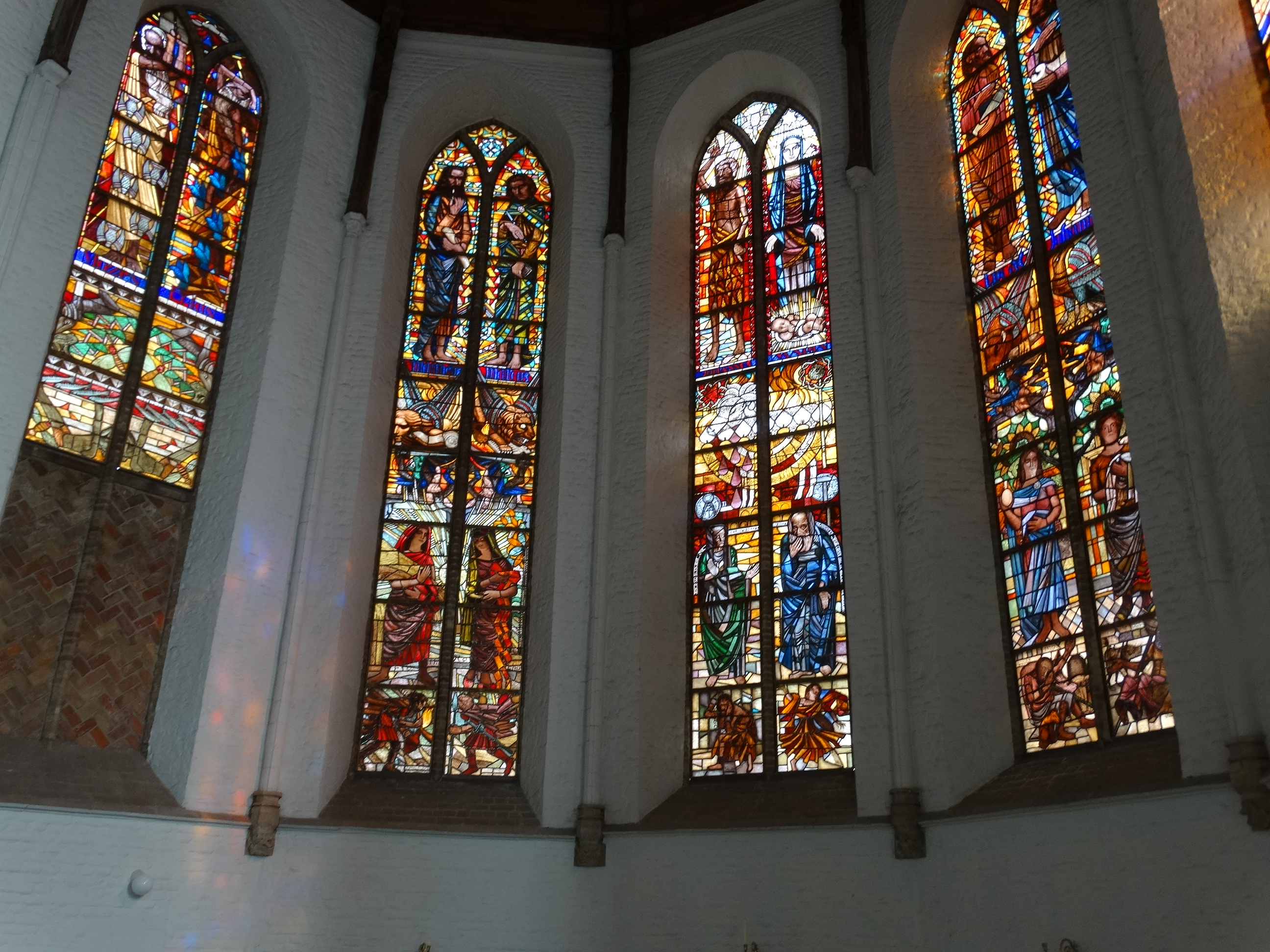
Glas in lood Grote kerk Schiedam ontwerp Marius Richters 1952
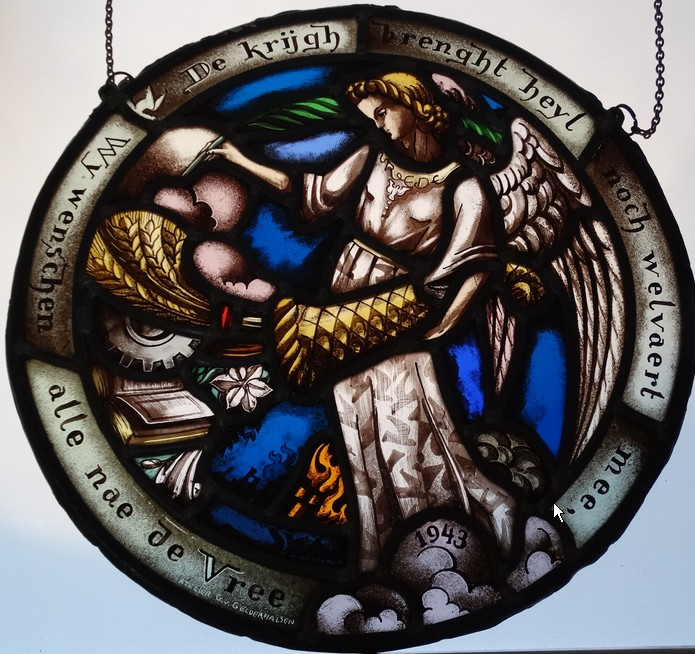
Raamhanger Glas in lood ontwerp Hendrik van Kesteren 1943